# Nordland
Nordland ( lulesamijsko Nordlánnda, južnosamijsko Nordlaante, severnosamijsko Nordlánda) je okrožje na Norveškem v regiji Severna Norveška, najmanj naseljeno od vseh 11 okrožij, meji na Troms og Finnmark na severu, Trøndelag na jugu, okrožje Norrbotten na Švedskem na vzhodu, okrožje Västerbotten na jugovzhodu in Atlantski ocean (Norveško morje) na zahodu. Okrožje je bilo prej znano kot Nordlandene amt. Okrajna uprava je v mestu Bodø. Oddaljeni arktični otok Jan Mayen je od leta 1995 pod upravo Nordlanda. V južnem delu okrožja je Vega, ki je uvrščena na Unescov seznam svetovne dediščine.

## Tradicionalna okrožja
Okrožje Nordland je razdeljeno na tradicionala okrožja Helgeland ma jugu (južno od arktičnega kroga), Salten v sredini in Ofoten na severovzhodu. Na severozahodu sta arhipelaga Lofoti in Vesterålen.

## Geografija
Nordland leži ob severozahodni obali Skandinavskega polotoka na severu Norveške. Zaradi velike oddaljenosti od gosto poseljenih delov Evrope je to eno najmanj onesnaženih območij v Evropi. Nordland se razteza približno 500 kilometrov od Trøndelaga do Tromsa. Razdalja po cesti od Bindala na skrajnem jugu okrožja do Andenesa na severni konici je približno 800 kilometrov.
Nordland ima razgibano obalo s številnimi fjordi. Od juga proti severu so glavni fjordi Bindalsfjord, Vefsnfjord, Ranfjord, Saltfjord-Skjerstadfjord, Folda, Tysfjord, Ofotfjord (najdaljši) in Andfjord, ki si ga deli z okrajem Troms. Najbolj znan je morda Vestfjorden, ki v resnici ni fjord, temveč odprt morski del med otoško skupino Lofoti in celino. Preliv Raftsundet s svojim slavnim odcepom Trollfjord je najkrajša vodna pot, ki povezuje Lofote in Vesterålen. Kontinentalni pas je zahodno od Andenesa zelo ozek, nikjer drugje na Norveškem ni globokega oceana le nekaj kilometrov od obale. Plimski tok Saltstraumen je le jugovzhodno od Bodøja, Moskenstraumen pa je na južnem Lofotu.
Strme gore v bližini morja in skoraj ravno nižinsko območje med gorami in morjem (Strandflaten, obalni rob) so zelo značilne za dolgo obalo v Nordlandu, Strandflaten pa se pogosto nadaljuje od obale, rezultat pa so številni otoki (otočki, čeri), ki jih ima Helgeland na tisoče; ti otoki so običajno gorati, vendar z manjšimi ali večjimi nizkimi območji. Južni del največjega norveškega otoka (poleg Svalbarda), Hinnøya, je v Nordlandu, prav tako kot tretji največji otok, Langøya. V fjordih je obalni rob veliko manj razvit: lahko je bolj postopno pobočje, s hribi, proti goram ali pa sploh ni nižine. Na vrhu fjordov so pogosto doline (fjord je podaljšek doline), običajno z reko v središču doline.
Mo i Rana, Mosjøen in Rognan so v takih dolinah.
Drugi največji norveški ledenik Svartisen, drugo največje jezero Røssvatnet in drugi najgloblji fjord Tysfjord (897 m) so v Nordlandu. Največja reka (vodni tok) je Vefsna, ki tvori slap Laksforsen.
Gorovje Saltfjelet tvori naravno mejo med Helgelandom in Saltenom in tam seka arktični krog skozi okrožje. Na zahodnem delu tega gorovja prevladujejo strme gore in zalivi fjordov, z ledeniki, ki se raztezajo proti morju, medtem ko je vzhodni del gorovja bolj položen in zaobljen, z nekaterimi gozdnatimi dolinami, in je zelo primeren za pohodništvo. Notranjost Nordlanda, proti meji s Švedsko, prevladuje gorovje Kjølen (Skandinavsko gorovje). Najvišja gora v Nordlandu je Oksskolten 1915 metrov v pogorju Okstindan, druga najvišja je Suliskongen 1907 metrov v Fauskeju, tretja pa Storsteinfjellet 1894 metrov v Narviku. Stetind v Tysfjordu je bil izbran za nacionalno goro Norveške.
V gorah je veliko ledenikov, kot so Blåmannsisen, Okstindbreen, ledenik Sulitjelma in Frostisen – 7 od 15 največjih ledenikov v celinski Norveški je v Nordlandu.

### Geologija
V geološki preteklosti je trčenje z Grenlandijo potisnilo dolge rezine morskega dna na obstoječo kamnino, ki danes tvori kamnino od Dovrefjella in Trollheimna južno od Trondheima, ki se razteza severno v Trøndelagu in skozi Nordland do severno od Tromsøja. Ta kambrijsko-silurska podlaga, ki jo večinoma sestavlja sljudni skrilavec, je daleč največje območje na Norveškem z mehko podlago, bogato s hranili, dobrimi za rast rastlin. Tvori kamninsko podlago na območjih fjordov, medtem ko so otoki ob obali in nekatera najbolj vzhodna območja ob meji s Švedsko sestavljeni iz trde kamnine (običajno granita). Na nekaterih območjih, na primer v Tysfjordu in Sørfoldu, je kamninska podlaga mešanica mehke kamnine in trdega granita. Velik del gorovja Lofoti je predkambrijskega eruptivnega izvora in je star 3,5 milijarde let ter je med najstarejšimi na svetu. Najmlajše kamnine na Norveškem so na Andøyi, znane tudi po fosilih dinozavrov in drugih življenjskih oblikah. Ker je kopno v ledeni dobi pritisnila ledena plošča, so bila znatna območja na najnižjih nadmorskih višinah tisočletja pod gladino morja in so pridobivala morske usedline. Zaradi postglacialnega odboja je to zdaj suho ozemlje, ki danes dosega 120 metrov nadmorske višine v Saltdalu, 100 metrov v Narviku in Brønnøysundu ter 30 metrov do 50 metrov na Lofotih in Vesterålenu. Apnenec je zelo pogost v Nordlandu, s številnimi jamami po vsej deželi, kot je Grønligrotta v Rani. V Rani je več jam kot na katerem koli drugem območju v severni Evropi. Avgusta 2006 je bila jama Tjoarvekrajgge v Sørfoldu raziskana in potrjena kot najdaljša jama v Skandinaviji, dolga 22 kilometrov; Raggejavreraige v Tysfjordu je najgloblja v Skandinaviji, Svarthamarhola v Fauskeju pa ima največjo votlino. V Nordlandu je več kot 900 jam, ena od teh ima 70 metrov visok slap. Marmor najdemo na več lokacijah. Fauske včasih imenujejo prestolnica marmorja in izvaža marmor po vsem svetu.

### Podnebje
Največje območje Nordlanda, vključno z območji fjordov, celinskimi območji in visokogorjem pod drevesno mejo, na območju prevladuje borealno podnebje (Dfc), a netipična oceanska različica z razmeroma milimi zimami, pomanjkanjem permafrosta in pogosto z jesenjo kot najbolj mokro sezono. Mesta s tem podnebjem so Mosjøen, Mo i Rana, Rognan, Fauske in Narvik. Ob obali in na otokih (vključno z Vego) vzdolž južnega in srednjega dela Nordlanda je toplejše, zmerno oceansko podnebje (Cfb) z zimsko srednjo temperaturo nad 0 °C in štirimesečnim poletjem. To vključuje Brønnøysund, Sandnessjøen in nekaj otokov severno do Skrove. Tik v notranjosti tega je ozko območje s srednjo temperaturo najhladnejšega zimskega meseca malo pod 0 °C, vendar še vedno štiri mesece dolgim poletjem, to območje ima vlažno celinsko podnebje (Dfb) in vključuje sedež okrožja Bodø.
Na zunanjih otokih od Mykena v Rødøyu na jugu in severu, vključno z večino Lofotov in Vesterålena, postanejo poletja nekoliko krajša; zimski meseci so še vedno relativno blagi (nad -3 °C; nekateri otoki nad 0 °C, kot sta Værøy in Bø), zaradi česar je to območje s subpolarnim oceanskim podnebjem (Cfc). Mesta na tem območju so Leknes, Stokmarknes, Sortland in Andenes.
Najmočnejši podnebni gradient v Nordlandu je viden pozimi, saj imajo notranjost, stran od fjordov, pa tudi gore, veliko hladnejše zime kot obala. Veliki fjordi s seboj prinašajo znatno oceansko zmernost zimskih temperatur v okoliško kopensko območje, kot je razvidno iz Fauskeja in Narvika. Temperature bodo na splošno padle za 0,7 °C, ko se nadmorska višina dvigne za 100 m. Snežna odeja se lahko obdrži vse leto na nadmorski višini nad 1100 metrov do 1500 metrov. Letno kopičenje snega lahko v gorah preseže 5 metrov, kar je glavni razlog za številne ledenike v Nordlandu. Z gorami na skoraj vseh območjih je alpska tundra pogosta v Nordlandu.
Vzhodni vetrovi dajejo suho, sončno vreme (zrak se mora povzpeti na gorovje Kjølen), poleti toplo in pozimi hladno, čist zrak. Pogosti so jugozahodni vetrovi, ki prinašajo vlažen in blag zrak iz Atlantskega oceana. Jesen in zima sta najbolj deževni sezoni ob obali Nordlanda, medtem ko je april–junij v povprečju najbolj suh. Najmočnejši vetrovi so pozno jeseni in pozimi, saj so atlantski nizkotlačni sistemi takrat najmočnejši. Vreme z visokim pritiskom se lahko pojavi v vseh letnih časih, poleti pa to prinaša 24-urno sonce severno od arktičnega kroga.
Lurøy 115 metrov, zahodno od Saltfjella, ima povprečno 3066 milimetrov padavin letno; najbolj mokra lokacija na severu Norveške in na svetu na tako visoki zemljepisni širini. Nekatera najbolj vlažna območja vzdolž obale (ozek pas) severno do Glomfjorda izpolnjujejo podnebna merila za zmerni deževni gozd. Vzhodno od gora ima zgornji del Saltdala letne padavine manj kot 300 milimetrov.
Številne lokacije v Nordlandu so zabeležile tisto, kar Norvežani poznajo kot 'tropske noči', ko najnižja nočna temperatura ne pade pod 20 °C. Najtoplejša noč, kar jih je bilo kdaj zabeležena na Norveškem, je bila 29. julija 2019 na Sømna-Kvaløyfjellet na 302 m v Sømni blizu Brønnøysunda z najnižjo nočno temperaturo 26,1 °C.
Najvišja temperatura, zabeležena v Nordlandu, je 35 °C, zabeležena 27. julija 2019 na letališču Mosjøen, kar je tudi izenačeno z nacionalno najvišjo temperaturo za julij. Istega dne je Laksfors južno od Mosjøena zabeležil 35,6 °C, vendar ta zapis ni bil odobren zaradi preveč vegetacije in gramoza v bližini vremenske postaje. Še isti dan je Saltdal zabeležil 34,6 °C, kar je najtoplejša temperatura, ki je bila kdaj koli zabeležena na Norveškem severno od arktičnega kroga.
Najtoplejši mesec, zabeležen v Nordlandu, je bil julij 2014 s povprečnimi 19,3 °C na letališču Mosjøen in letališču Mo i Rana, medtem ko je bil najtoplejši povprečni dnevni maksimum v Laksforsu s 26,6 °C  isti mesec. Najnižja temperatura, ki je bila kdaj koli zabeležena v Nordlandu, je bila -44,5 °C 30. decembra 1978 v dolini Svenningdal v Graneu.
Raziskave z uporabo usedlin v jezerih v bližini ledenika Okstind so pokazale, da je bilo poletno podnebje v Nordlandu pred 9000 do 6000 leti do 2,5 °C toplejše, nato pa se je počasi ohlajalo - bilo je 0,5 °C  toplejše 2000 let pred sedanjostjo (glej holocenski podnebni optimum). Ta raziskava je tudi ugotovila, da se vzhodni ledenik Okstind ni popolnoma stopil v tem toplem obdobju, prvi ledenik na Norveškem, za katerega je znano, da je preživel od ledene dobe.
Klimatske statistike, ki jih zagotavlja Norveški meteorološki inštitut; bazno obdobje 1991–2020.

### Svetloba
Svetlobni pogoji se precej razlikujejo od severa proti jugu; Andenes na severu bo imel polnočno sonce od 22. maja do 20. julija, sonce pa je pod obzorjem od 28. novembra do 16. januarja (Narvik dnevna svetloba ). V Bodøju je sonce nad obzorjem od 3. junija do 8. julija. Helgeland leži južno od arktičnega kroga; ob zimskem solsticiju je sonce nad obzorjem približno 3 ure na dan (([http://www.gaisma.com/en/location/mosjoen.html dnevna svetloba Mosjøen). V Helgelandu ni pravega polnočnega sonca, čeprav bo zgornji del sončnega diska vso junijsko noč nad obzorjem vse do Mosjøena. Z vključenim prehodnim obdobjem s kratkim mrakom so v Nordlandu trije polni meseci (od začetka maja do začetka avgusta) brez teme.
V Laukviku je središče polarnega sija z veliko informacijami o Aurori Borealis (polarni sij).

## Živalstvo in rastlinstvo
Morje ob obali ima bogato morsko življenje, ribolov trske na Lofotih pa traja že več kot 1000 let. Poleg trske so vzdolž obale in v fjordih pogosti še saj (Pollachius virens), vahnja (Melanogrammus aeglefinus)), sled, volčič (Anarhichadidae) in Navadni jezik (Hippoglossus hippoglossus). Nordland ima tudi veliko jezer. Največji globokomorski koralni greben (Lophelia pertusa) na svetu, greben Røst, dolg 40 kilometrov zahodno od Røsta in je zaščiten pred ribolovom z vlečno mrežo od leta 2003. Obala Nordlanda ima največjo gostoto orla belorepca v Evropi.
Tik ob obali so otoki Røst največje kolonije morskih ptic na Norveškem. Røst ponuja vrsto habitatov in služi kot postajališče za številne ptice, ki se selijo še dlje proti severu. Občina je dom ene največjih ptičjih pečin v severnem Atlantiku, kjer lahko opazovalci ptic najdejo kolonije mormonov, vranjekov, triprstega galeba (rissa tridactyla) in kormoranov.
Tudi v Lovundu je znana kolonija mormonov.
Vidre so zelo pogoste ob obali in fjordih, prav tako pristaniška pliskavka, sivi tjulenj (Halichoerus grypus) in navadni tjulenj. Največja riba v morju je morski pes orjak, ki so ga včasih lovili. Najpogostejše ptice ob obali, ki so pogoste na vseh območjih, vključno s fjordi, so galebi, školjkarica (Haematopus ostralegus) in polarna čigra, pogosta pa je postala tudi siva čaplja. Velika uharica ima oporišče ob obali Helgelanda, medtem ko plenilske ptice, kot so planinski orel, arktični sokol in sokol selec, gnezdijo na nekaterih nedostopnih območjih. Orke so pozimi pogoste vzdolž obale in na območju Vestfjorda (celo v fjordih), največji plenilec na svetu, kit glavač, pa lovi plen v globokih vodah zahodno od Andøye. Fjorda Tysfjord in Folda sta dom najsevernejše populacije jastogov na svetu.
Širjenje smrekovega gozda sta preprečili gori Saltfjell in Kjølen, zato smrekov gozd naravno raste le v Helgelandu, vendar ga zaradi gospodarskih razlogov pogosto sadijo v celotnem okrožju, kar je sprožilo nekaj razprav. Sitka smreka (Picea sitchensis) je pogosto zasajena tudi v Nordlandu, zlasti na obalnih območjih. Obalna območja pripadajo ekoregiji skandinavskih obalnih iglastih gozdov; nekatera majhna območja so bila razvrščena kot deževni gozdovi na podlagi botaničnih meril in podatkov o padavinah. Območja v notranjosti do gozdne meje iglavcev pripadajo skandinavski in ruski ekoregiji tajge, medtem ko visokogorje in gore pripadajo ekoregiji skandinavski gorski brezov gozd in travišča.
Druga običajna drevesa v Nordlandu so breza, jerebika, vrba, siva jelša, čremza, trepetlika in rdeči bor, redkeje pa sta gorski brest in navadna leska (brest severno do Beiarna, leska severno do Steigena, drobnolistna lipa severno do Brønnøya, divja jablana severno do Moskenesa). Nordlandska aria (Nordlandsasal) je eno redkih endemičnih dreves na Norveškem in raste samo v Bindalu v Nordlandu.
V gorskih predelih v notranjosti je mogoče opaziti severne jelene (ti imajo lastnike Samije), ki jih lovi avtohtoni rosomah. V notranjosti je tudi nekaj rjavih medvedov. Polarni lisici zdaj grozi izumrtje na celini, vendar jih je nekaj ostalo v teh gorskih območjih, zlasti v gorovju Børgefjell. V gozdovih so pogosti navadna lisica, los, zajci, navadna veverica, mali glodavci, kuna zlatica (notranje doline) in velika podlasica. Od leta 2008 je bilo v Nordlandu najmanj 50 risov, ki so prebivali v gozdovih v celotnem Nordlandu razen Lofotov in Vesterålena. V nižinskih območjih se srne zdaj pojavljajo v večini Nordlanda, navadni jelen pa v južnem delu Nordlanda. Jazbec in navadni gad imata svoj najsevernejši habitat v južnih obalnih območjih Nordlanda. Sive volkove so opazili v celinskih območjih Helgelanda. Obstaja malo vrst dvoživk, čeprav je sekulja pogosta v vsej Severni deželi, razen v gorskih območjih, ima pa svoj najsevernejši habitat na svetu v reki Vefsna. V ali delno v Nordlandu je sedem narodnih parkov. Od juga proti severu so to narodni park Børgefjell, narodni park Lomsdal–Visten, narodni park Saltfjellet–Svartisen, narodni park Junkerdal, narodni park Rago, narodni park Sjunkhatten in narodni park Møysalen. Središče narodnega parka za Nordland je v Saltdalu.

## Gospodarstvo
Ključni panogi sta ribištvo in raziskovanje nafte na morju. Nordland je znan po ribolovu trske in gojenju lososa. Glavni izvozni trgi so Nemčija, Skandinavija, Velika Britanija, Nizozemska, Italija, Španija, Francija, Rusija in Japonska.
Turizem je pomemben, predvsem v poletni sezoni, čeprav je nekaj zimskih obiskovalcev, ki iščejo dobro smučanje ali želijo videti severni sij, zlasti od februarja do aprila. Turiste privablja slikovita obala, še posebej Lofoti, ki jih poleti obiščejo tudi številne križarke, medtem ko preostalo pokrajino turisti pogosto ignorirajo. Pohodništvo je priljubljeno med domačini in nekaterimi turisti.
Opazovanje kitov privablja turiste v Andøy in na območje Tysfjord/Lødingen/Svolvær, priljubljen pa je tudi ribolov ob obali ter v rekah z lososom in postrvjo; v nekaterih rekah je tudi jezerska zlatovčica. Saltstraumen ima svetovni rekord pri lovu na zlatovčico z ribiško palico, Røst pa ima svetovni rekord pri morski plošči, 202 kilograma ().
Kmetovanje je drugo regionalno gospodarstvo in je sestavljeno predvsem iz pridelave mleka in živine, kot so ovce in udomačeni severni jeleni, ki se pasejo po visokogorju v notranjosti. Obstaja tudi nekaj gozda, zlasti v okrožju Helgeland, pa tudi severneje. Prej so v Nordlandu gojili žito (večinoma ječmen, nekaj ovsa). Nordlandshest je najmanjša od treh norveških pasem konj. Norveški lundehund, pes vrste špic, je bil vzrejen za lov na mormone in ga je pred izumrtjem rešilo le nekaj preostalih psov na Lofotih.
Zgodovina rudarjenja je dolga. Sulitjelma ima največja nahajališča bakra v okrožju, pa tudi pirita, slednjega najdemo tudi na več drugih lokacijah, vendar je bilo rudarjenje tukaj prekinjeno zaradi ekonomskih razlogov. V prejšnjih dneh so srebro kopali v dolini Dunderland v Rani, do leta 2002 pa so nikelj in olivin kopali v Ballangenu. Obstaja več kamnolomov apnenca, marmorja in dolomita, dolomit v Vefsnu, Fauskeju, Sørfoldu in Ballangenu. Od leta 2008 je rudarjenje zlata v Bindalu v fazi testiranja().
Pristanišče Narvik ima neposredno železniško povezavo z znanimi in donosnimi polji železove rude Kiruna-Gällivare na Švedskem. Obstaja veliko jezov za hidroelektrarne.
Nordland ima vse bolj raznoliko gospodarstvo, z novimi raziskavami in razvojem v vesolju in raziskovanju vesolja na raketnem poligonu Andøya, ki je znan predvsem po izstrelitvah satelitov. Ta ogromna provinca, druga največja na Norveškem, velika skoraj kot Danska, je bila tradicionalno zelo pomembna za NATO, Kraljeve norveške zračne sile pa imajo na letališču Bodø nameščeni dve eskadrilji lovcev F-16 in vsa svoja letala za pomorski nadzor P-3 Orion. na letalski postaji Andøya. Razgradnja vojaških baz, ki se zapirajo, je povzročila regionalni premik k novemu, na znanju temelječemu gospodarstvu.
Letališče Bodø je najbolj prometno letališče in središče za številna manjša letališča v Nordlandu. Letališče Harstad/Narvik, Evenes na severu ima tudi lete brez postankov v Oslo. Evropska pot E6 poteka po celotni dolžini Nordlanda. Veliko je predorov in mostov; nekateri največji so most Helgeland, most Gimsøystraumen, most Raftsund, most Skjomen, most Rombak, most Hadsel, most Sortland, most Andøy, most Saltstraumen, most Kjellingstraumen in most Brønnøysund. Tudi z izboljšanimi komunikacijami se je število prebivalcev Nordlanda od leta 1990 dejansko nekoliko zmanjšalo, saj se veliko mladih seli v večja mesta na Norveškem. Bodø je edina občina v okrožju z občutno rastjo prebivalstva.
Lokalne bolnišnice so v mestih Mosjøen, Sandnessjøen, Mo i Rana, Bodø (največja), Gravdal, Narvik in Stokmarknes.

## Zgodovina
Obstajajo dokazi o človeški poselitvi Nordlanda že pred 10.500 leti, približno že v južni Norveški. Ti ljudje iz kamene dobe so živeli blizu obale, pogosto na otokih in običajno vzdolž prelivov blizu odprtega morja, z bogato ponudbo morskih virov. Takšni arheološki dokazi so bili najdeni na Vegi, v Leirfjordu in vzdolž Saltstraumena. V Nordlandu je vsaj 15 lokacij s prazgodovinskimi vklesanimi skalami, od Helgelanda na jugu do Narvika na severu (kultura Fosna-Hensbacka).
Nekatere najstarejše hiše, znane na Norveškem, so bile izkopane na Langhåganu na otoku Sanna v občini Træna; najstarejša hiša je bila ovalna, 6 metrov krat 4,5 metra in je datirana v leto 4000 pr. n. šr. Še vedno je vidna 65 metrov dolga s kamnom tlakovana 'pot' od hiše do majhnega pristanišča, ki je danes 23 metrov nad morsko gladino.
4600 let stare risbe na skalah v Rødøyu, ki prikazujejo moškega na smučeh, ki drži palico, so najstarejša znana referenca o uporabi smuči. Lokacija je nekoliko presenetljiva, saj ima ta otok nezanesljivo snežno odejo, skandinavsko podnebje pa je bilo v kameni dobi toplejše. Ta risba na skali je bila uporabljena kot piktogram na olimpijskih igrah v Lillehammerju leta 1994.
Prvo kmetijsko kulturo datiramo v bronasto dobo. Ta kultura je pustila velike grobne jame blizu morja, na primer v Steigenu in Vestvågøyu, najsevernejša lokacija pa je okoli Harstada v južnem Tromsu. Te lokacije imajo precejšnje nižinske površine, primerne za kmetijstvo, so blizu morja in imajo veliko naravnih pristanišč.
Najstarejše ostanke čolna, ki so jih kdaj našli na Norveškem, so odkrili v barju v Sømni. Dobro ohranjen kos, znan kot Haugvikbåten, ki ga hranijo v Muzeju znanosti (Vitenskapsmuseet) v Trondheimu, je datiran v 800–400 pr. n. št. – nordijska bronasta doba().
Dolge generacije je bil Hålogaland najsevernejše območje nordijske poselitve. Ostanki velikih dolgih hiš v bližini Borga (Vestvågøy) in v Steigenu so datirani v Merovingerjevo obdobje (pribl. 600 n. št.). Obstaja veliko arheoloških dokazov o nordijski kulturi na osnovi železa vzdolž obale iz približno leta 200 našega štetja.
Nordland velja za del Sápmija. Samiji), ki niso nordijskega izvora, živijo v Nordlandu vsaj 2000 let. Ne le v notranjosti, tudi ob fjordih in v severnem delu Nordlanda celo na obali in večjih otokih, kot je Hinnøya. V Heimskringli je zgodba o Vikingu, ki je postal kandidat za prestol, Sigurd Slembe. Bežal je pred kraljem in pomagal mu je Sami v verjetno današnji občini Lødingen. Samiji so mu zgradili celo čoln, za katerega saga omenja, da je bil narejen iz borovega lesa (vikinške ladje so bile običajno narejene iz hrastovega lesa, vendar hrast naravno ne raste tako daleč na severu). Tysfjord je danes središče kulture Lule Sami.
Sedanje okrožje Nordland je bilo del majhnega kraljestva Hålogaland v dobi Vikingov. To kraljestvo je vključevalo tudi južni del Tromsa.
Januarja 1432 je italijansko trgovsko ladjo, ki je šla s Krete v Flandrijo, zadela nevihta in jo odneslo daleč na sever, kjer je doživela brodolom; nekateri člani posadke so preživeli in se izkrcali na majhnem otoku blizu Røsta. Zanje so poskrbeli Røstčani. Zgodba, ki jo je povedal eden od moških, Pietro Querini, daje enega redkih opisov življenja v Nordlandu v tem časovnem obdobju (Querini - Norw txt). Querini vidi prebivalce Røsta (vseh 120 ljudi) kot zelo zaupljive in dobre katoličane, notranji krog raja. Omenja tudi nemškega duhovnika, s katerim so se lahko pogovarjali v latinščini. Ljudje so živeli od ribolova trske in morske plošče, ki so ju v Bergnu zamenjali za drugo blago (kot je žito). Vsaka družina je imela tudi okoli 5 krav in pobirala jajca napol udomačenih rac. Brodolomcem med zimskim bivanjem ni manjkalo hrane, običajno rib, Querini pa omenja tudi mleko, meso, maslo in palačinke. Prebivalci Røsta so živeli v okroglih, lesenih hišah in večinoma uporabljali oblačila iz volne. Konec maja so Italijane, ki so pluli pri 24-urni dnevni svetlobi, odpeljali proti jugu v Bergen.
Največja ladijska nesreča na Norveškem se je zgodila leta 1944, ko je RAF bombardirala ladjo Rigel, ki je prevažala nemške ujetnike, blizu Sandnessjøena (Alstahaug), z več kot 2500 žrtvami. Ladja je pristala na Rosøyi, kjer je ostala, napol potopljena, dokler je leta 1970 niso porušili.
Petter Dass je živel v Alstahaugu, pisatelj Nobelov nagrajenec Knut Hamsun pa je odraščal v Hamarøyu, potem ko se je tja preselila njegova družina, ko je bil star 3 leta.
Okraj Nordland je identičen škofiji Sør-Hålogaland.

## Občine
Nordland sestavlja 41 občin:
Bodø, Narvik, Bindal, Sømna, Brønnøy, Vega, Vevelstad, Herøy, Alstahaug, Leirfjord, Vefsn, Grane, Hattfjelldal, Dønna, Nesna, Hemnes, Rana, Lurøy, Træna, Rødøy, Meløy, Gildeskål, Beiarn, Saltdal, Fauske, Sørfold, Steigen, Lødingen, Evenes, Røst, Værøy, Flakstad, Vestvågøy, Vågan, Hadsel, Bø, Øksnes, Sortland, Andøy, Moskenes, Hamarøy